# Маскин, Эрик
Эрик Ма́скин (англ. Eric S. Maskin; род. 12 декабря 1950, Нью-Йорк) — американский экономист. Лауреат Нобелевской премии по экономике за 2007 год. Университетский профессор Гарварда.
Член Национальной академии наук США (2008). Попечитель Мемориального фонда Джона Саймона Гуггенхайма (с 2016 года).

## Биография
Родился в еврейской семье. Юношеские годы провёл в городке Алпайн (округ Берген, Нью-Джерси), окончил среднюю школу в Тенафлай.
Профессиональное образование получил в  Гарвардском университете (бакалавр, 1972; магистр, 1974; доктор философии, 1976). В 1975—1976 годах учился в Кембриджском университете (Колледж Дарвина).  В 1976—1977 годах научный сотрудник Колледжа Иисуса (Кембриджский университет). Преподавал в Массачусетском технологическом институте (1977—1984; профессор с 1981), Гарварде (1985—2000) и Институте перспективных исследований (с 2000). Президент Эконометрического общества (2003). Главный редактор журнала Economics Letters.
В 2016 году подписал письмо с призывом к Greenpeace, Организации Объединенных Наций и правительствам всего мира прекратить борьбу с генетически модифицированными организмами (ГМО).
В марте 2022 года он стал одним из автора письма более 60 ученых, в котором выразили желание продолжать работу с российскими коллегами и обмениваться идеями для создания «лучшего мира». 
22 мая в интервью La Vanguardia, нобелевский лауреат отметил, что на месте Зеленского «пошел бы на уступки, чтобы война закончилась быстро и чтобы большая часть Украины не оказалась разрушена». По его словам украинцам трудно будет принять предоставления России контроля на своими восточным территориями, но он, верит в эффективность политических лидеров.

## Основные произведения
- «Концептуальная экономическая теория» (Conceptual Economic Theory, 1994)
- «Равновесие Нэша и оптимальное благосостояние» (Nash Equilibrium and Welfare Optimality, 1999)

## Цитаты
Выступая в Высшей школе экономики в Москве 7 декабря 2015 г., Э. Маскин указал на наличие в экономике России т. н. «голландской болезни»:

Это типичная ситуация так называемой голландской болезни: поскольку у вас есть хороший доход из одного источника, вы откладываете развитие других источников. Слишком просто, богатея на нефти, не утруждать себя заботами о чём-либо ещё. Именно это произошло в случае с Россией. Она не единственная, кто пострадал от чрезмерного количества нефти.— «Эрик Маскин: Россия талантлива и в силах изменить курс»